# Сарыево (село)
Сарыево — село в Вязниковском районе Владимирской области России. Административный центр Сарыевского сельского поселения.

## География
Село расположено у реки Тара, в 22 км на запад от города Вязники, в 3 км от станции Сарыево.

## История
Точные границы Стародубского удела неизвестны, однако В. А. Кучкин, анализируя позднейшие земельные акты XV—XVI веков, определяет их следующим образом: княжество занимало относительно большую территорию по обеим берегам Клязьмы, главным образом по её правобережью, простираясь примерно от нижнего течения реки Нерехты (правого притока Клязьмы), достигая на западе реки Мегеры, а на востоке — Клязьмы, где последняя круто поворачивает на юг. Южная граница княжества шла по реке Таре, примерно до её середины, где стояло село Сарыево. Таким образом село занимало важное стратегическое значение в истории Стародубского княжества.
До начала XVIII века входило в состав Владимирского уезда Замосковного края Московского царства.
До 1929 года центр Сарыевской волости Вязниковского уезда. 
В годы Советской власти центр Сарыевского сельсовета, центральная усадьба колхоза «Знамя».

## Население
| 1859 | 1926 | 2002 | 2010 | 2021 |
| ---- | ---- | ---- | ---- | ---- |
| 691  | ↘483 | ↗491 | ↘409 | ↘368 |

## Инфраструктура
Личное подсобное хозяйство с зоной сельскохозяйственного использования, индивидуальная застройка усадебного типа.
Сарыевская начальная школа № 1. Дом культуры.

## Достопримечательности
Церковь Архангела Михаила.
Памятник погибшим в Великую Отечественную войну.

## Транспорт
Автобусное сообщение с райцентром. Остановка общественного транспорта «Село Сарыево». 
Железнодорожная станция Сарыево на линии Ковров-Нижний Новгород.